# Pusjkinpriset
Pusjkinpriset (ryska: Пушкинская премия) instiftades 1881 av Rysslands Vetenskapsakademi till ära för en av de det ryska språkets största författare, Aleksandr Pusjkin (1799–1837). Priset utdelades för till ryska, och sedan sovjetiska författare för utmärkande litterära prestationer.

## Författare som tilldelats priset (urval)
- Ivan Bunin (1870–1953)
- Anton Tjechov (1860–1904)
- Ferdinand de la Bart
- Nikolaj Cholodkovskij (1858–1921)
- Konstantin Stanjukovitj (1843–1903)
- Oleg Tjuchontsev (1938–)
- Jevgenij Rein
- Ljudmila Petrusjevskaja (1938–)